# Pipistrellus hanaki
Pipistrellus hanaki es una especie de murciélago de la familia Vespertilionidae.

## Distribución geográfica
Es endémica de Libia.